# 花結酥皮
花結酥皮是一种糕点生麵團，它的基本成分是黄油、水、面粉和鸡蛋。花結酥皮不含膨松剂。 花結酥皮在法國飲食文化和西班牙飲食中比較常見。